# Lovenella rugosa
Lovenella rugosa is een hydroïdpoliep uit de familie Lovenellidae. De poliep komt uit het geslacht Lovenella. Lovenella rugosa werd in 1938 voor het eerst wetenschappelijk beschreven door Fraser. 